# 金剛乗
金剛乗（こんごうじょう、サンスクリット語:vajrayāna）とは、密教徒が自らの密教を自称することば。カタカナ表記はヴァジラヤーナのほか、ヴァジュラヤーナ、バジラヤーナ、バジュラヤーナ、ヴァジュラ・ヤーナなどと表記される。
インド仏教史は小乗 (Hīnayāna) 、大乗 (Mahāyāna) 、金剛乗（密教）の大きく三つに分けることができるが、インドでは中国や日本のような宗派差別はなく、等しく受戒し、いずれも大差ない教団生活を営んだともされる。
日本密教では金剛乗は真言密教（純密）を指す。チベット密教ではタントラ仏教の自称を、欧米の仏教学ではタントラ仏教全般を指す。金剛（ヴァジラ）はインドラの武器を意味する。
オウム真理教でもヴァジラヤーナ（金剛乗）が説かれたが、グル麻原彰晃への絶対的帰依を意味し、グルが指示すれば殺人も肯定する教義に繋がった。

## 密教
密教では密教の殊勝性を表す徴となり、金剛乗とは顕教に比して絶対なる乗り物（教え）を意味する。『金剛頂経』や無上瑜伽タントラにおいて用いられる。
金剛乗の典籍は『真実摂経』 で開始する。アーナンダガルバは『真実摂経』 で「善説されたこの経典は無上なる金剛乗であり、一切如来の秘密であり、大乗を集約したものである」と自らの思想体系を呼称している。

## オウム真理教

### 秘密真言金剛乗（タントラヴァジラヤーナ）
オウム真理教では、修行の内容を小乗（ヒナヤーナ）、大乗（マハーヤーナ）、秘密真言乗（タントラヤーナ）、金剛乗（ヴァジラヤーナ）と体系化させ、さらに最も高度の修行の道として秘密真言金剛乗（タントラヴァジラヤーナ）を説き、そこではグルへの絶対的帰依が修行では求められた。これはオウム独自の言葉である。
ヴァジラヤーナとは、他人を救済するために身と口のカルマを積んで自己にカルマの清算がやってこようとも心が成熟するならばよしとする立場である。最終解脱へ到達するにはヴァジラヤーナはマハーヤーナに比べて断然早く、タントラヤーナの道を歩いても、最終的にはヴァジラヤーナの道に入らねばならないとし、合わせてタントラヴァジラヤーナと呼んだ。

#### 五仏の法則
1994年（平成6年）3月27日の杉並道場説教によれば、オウム真理教におけるタントラヴァジラヤーナの教義には、「五仏の法則」と呼ばれるものがあった。
- ラトナサンバヴァの法則 - 財産は死ぬと持っていけないので善と徳の為に使用するなら盗んで良い。
- アクショーブヤの法則 - 真理に反する者は殺して良い。輪廻の真実と肉体の苦痛のどちらを重視するかでしかない。
- アミターバの法則 - 真理に反する者の妻は奪っても良い。
- アモーガシッディの法則 - 目的のためには手段を選ばない。
- ヴァイローチャナの法則 - 麻原が明かさなかったため詳細不明。

麻原は空海の真言宗でも同じことを言っているとした。真言宗の経典の一つである金剛頂経は仏教学的分類においてはタントラ密教経典に分類される。金剛頂経は全十八会からなり、その内初会「真実摂経」のみが日本に伝わっているが、二会以降の内容では後期密教との過渡期の内容に踏み込み、上記の五仏の法則に近いと言える内容も実際に存在する。

#### ヴァジラヤーナの実行
1988年（昭和63年）7月に麻原彰晃はインドでカール・リンポチェと会うことに成功、麻原はリンポチェと会ってからヴァジラヤーナを説くようになった。
1988年8月から9月にかけて富士山総本部において、タントラやヴァジラヤーナには完璧な帰依、絶対的なグルに対する帰依が求められると説いた。
1988年9月22日、奇声をあげるなど異常行動をとった信者を風呂場で水につけていて死亡した在家信者死亡事件が発生した。
1988年10月2日、富士山総本部で「いよいよオウムがヴァジラヤーナのプロセスに入ってきた。このヴァジラヤーナのプロセスは善も悪もない。ただ心を清め、そして真理を直視し、目の前にある修行に没頭し、後は神聖なるグルの エネルギーの移入によって成就する」「金剛乗の教えというものは、もともとグルというものを絶対的な立場に置いて、そのグルに帰依する。そして、自己を空っぽにする努力をする。その空っぽになった器にグルの経験あるいはグルのエネルギーをなみなみと満ちあふれさせる。つまり、グルのクローン化をする。あるいは守護者のクローン化をする。これがヴァジラヤーナだ。」と説いた。
1989年（平成元年）2月10日、オウム真理教男性信者殺害事件発生。
1989年9月24日、世田谷道場で、ヴァジラヤーナの教えでは、成就者が悪業を積んだ者を殺して天界へ上昇させることは、高い世界へ生まれ変わらせるための善行、立派なポア、功徳となると説いた。
1989年9月には『サンデー毎日』が「オウム真理教の狂気」特集をスタートし、「オウム真理教被害者の会」を組織した弁護士の坂本堤がインタビューに答えていった。教団は猛反発し、1989年11月4日には坂本堤弁護士一家殺害事件で殺害を実行した。
1990年の選挙で惨敗すると、富士山総本部での選挙総括会合で麻原は「敗北は選挙管理委員会の陰謀であり、合法的な救済はできない。ヴァジラヤーナ（テロ活動）が唯一の救済の選択だ」と述べた。以降、ヴァジラヤーナは麻原の予言を成就するための活動として大量破壊兵器の開発と使用を意味していく。選挙直後は生物兵器の開発に取りかかった。
1990年8月頃には熊本県波野村での対立が激化すると、熊本県警の捜査も深まり、麻原は塩素ガスの製造を指示した。1990年10月、全国一斉の強制捜査の情報が入ってくると麻原は「もう少し早くヴァジラヤーナを始めていれば勝てていた。マハーヤーナでもいいかと思ったのが間違いだった」と語った。
警視庁はオウム真理教のヴァジラヤーナの教義は殺人を正当化するものと解釈、オウム後継教団は現在もこの教義を根幹に据えていると見ている。

### オウム真理教と密教経典との関係
元四天王寺国際仏教大学教授で国選弁護人として林泰男の弁護をした中島尚志は、密教の経典『秘密集会タントラ』第五分において、殺人などの大罪を犯す者、嘘つき、他人の財物を欲しがる者、常にセックスを求めて性行を悦楽する者は、梵行を行っている行者に等しく、麻原の教義とインド後期密教の経典との間に表現上の根本的な矛盾はないと指摘している。続けて『秘密集会タントラ』第五分では母、妹、娘にセックスを求める者は最上の悟りの境地に達するであろうと書かれており、この他にも『最勝楽出現タントラ』『ヘーヴァジュラ・タントラ』でも性行について書かれ、また『摂大乗論』にも殺害の許可が書かれている。
また、密教・金剛乗の経典には以下のように貧欲行(ragacarya)が記されている。
提婆（アーリヤデーヴァ）は、色などの諸対象は煩悩を生じる因であるから諸罪過の因と説かれているのに 矛盾ではないかとの質問に答えて、『吉祥最勝本初』大喩伽タントラでも貪・瞋・癡（とん・じん・ち）の三毒は不適切に用いられると毒になるが、甘露としても役立つと説かれ、宝積経でも、「般若と方便を等しく具えた菩薩にとっては、諸煩悩もまた饒益となる」「般若と方便を等しく具足した菩薩は煩悩によって堕落させられない」と答えた。
上祐史浩は、五仏の法則や秘密集会タントラのような経典に書かれている悪行（上記、貪欲行）の説教についてのダライ・ラマ14世の説教を紹介する。
また、時輪タントラ（カーラチャクラ・タントラ）には五仏の法則、および、シャンバラ王ルドラチャクリンが最終戦争で悪の王を破壊する予言が書かれていたが、麻原はこれをヨハネ黙示録のハルマゲドン（世界最終戦争）と同様にヴァジラヤーナ路線として使用した。しかし、この経典はイスラム教がインドに進出し、仏教が衰退した時代に成立したもので、武力で仏教が滅ぼされる際の正当防衛という解釈が成り立つ。これに対してオウム真理教の場合は、自分たちを滅ぼす軍事的な勢力がいなかったにもかかわらず弾圧されていると陰謀論を主張したが、これは事実に反すると上祐は考察している。